# Feiyr
Feiyr es una empresa de distribución digital para sellos independientes que procede a nivel mundial, fundada en diciembre de 2005 de Armin Wirth.
Feiyr se dedica como interfaz entre derechohabientes/sellos y operadores de digitales ofertas de música (descarga), streaming medios como por ejemplo iTunes, Spotify, Amazon, Napster, Djtunes, eMusic, Vodafone y simfy.
La emisora ProSieben con el espacio Galileo dio cuenta de las posibilidades para músicos sin contrato discográfico a publicar su música en iTunes. Las tomas han sido registrado en Traunstein con la distribución digital Feiyr.
Sello licenciante se pueden poner piezas musicales vía Feiyr en canales de distribución digitales a nivel mundial o dejar licenciarlas para streaming servicios. Feiyr mismo gana a la base de una comisión sobre las ventas porcentual de la mediación . El tratamiento técnico de contenido digital, la entrega al comercio, marketing comercial como la liquidación de ingresos por las ventas a los licenciantes forman parte del volumen de prestaciones. 
El portal señala a sus aristas y sellos en tiempo real las llamadas de streaming de Spotify.
Feiyr es la única distribución de música Independent (=independiente) que entrega para los „Big Four“ sellos principales como Universal Music Group, Sony BMG (Sony y BMG empresa conjunta), Warner Music Group y EMI Music a portales de música independiente.
En abril de 2011 Feiyr tiene más que 1,2 millón canciones con contrato y distribuido a portales como iTunes y Amazon. Feiyr, que forma parte de DANCE ALL DAY GmbH, compró en februar 2013 la música plataforma, financiado del MP3 inventor Karlheinz Brandenburg, DJTunes.com.
Nuevos como el grupo de música rock austriaco „The Makemakes“ pudieron apuntar logros en la lista de éxito por “Selfpublishing” en Feiyr. „The Makemakes“ creó con su sencillo “The Lovercall” primer puesto en la austriaca lista de éxito de descargas y llegó a ser teloneros de la leyenda de música rock Bon Jovi y Christina Stürmer. Otros artistas conocidos de Feiyr son Loona, Lumidee, Dame (Rapper), Chris Willis, Azari & III como Ian Carey.
Algo raro ocurrió el día 21. de noviembre de 2012 cuando Feiyr había mandado un boletín de noticias con la anunciación de la versión 11 de iTunes demasiado pronto a sus sellos y aristas. Eso llevó a un eco mediático macizo a nivel mundial y a una anunciación demasiada pronta de la largamente esperada versión nueva de iTunes. El Apple consorcio desmintió ahora mismo.
En el año 2012 Feiyr ha empezado una distribución digital de e-books para editoriales y “Selfpublisher”. Feiyr suministra 165 e-book-portales como por ejemplo Amazon, iTunes, Sony y Samsung.
El „Tatort“ actor Thomas Kautenburger con el libro „Festplatte Unterbewusstsein“ y el autor y cineasta Daniel Morawek figuran entre los más conocidos.

## Distribución sellos de Feiyr (selección)
- Warner Music[22]
- Sony Music
- Emi Music
- David Guetta[23][24]
- Ministry Of Sound
- Ariola[25]
- Jive Records
- Construction Records
- Capitol Records
- Star 69 records
- Computer Science[26]
- Toolroom Knights
- IFE MUSIC GROUP
- Wireless Music Records
- Illegal Fundz Records
- Biscuit Tin records
- Gfab Records
- XL Recordings
- Cubaton
- Freerange Records
- Sounds United
- Otherside Records
- Vendetta Records
- Attention Records
- Blanco y Negro Music
- Klubbstyle Records
- Sneakerz Muzik
- Licramon Records[27]
- Mswt Records
- RRO
- Bass9 Records
- Macpherson Records

## Artistas en Feiyr (selección)[28]
- Star Under Construction[29]
- Peter Rauhofer
- Loona
- Alan Braxe
- Dada Life
- Grace Jones
- Poisonous (aka Peter Wells)
- George Morel
- Ian Carey
- Corinna May
- Laidback Luke
- Dieter Nuhr
- Dr. Motte[24]
- Lützenkirchen
- Megaherz
- Dj Pippi
- Bpierre
- Robbie Rivera
- Peter Brown[30]
- Lifelike
- Daisy Dee
- Eddie Amador
- Ginuwine
- Layo & Bushwacka!